# San Emiliano (Allande)
San Emiliano (en eonaviego, Santo Miyao) es un lugar y una parroquia del  concejo asturiano de Allande, en España.
La parroquia se encuentra en el extremo occidental del término municipal, limtando con los de Pesoz e Illano. En los 25,34 km² de extensión de la parroquia habitan un total de 63 personas (INE 2011) repartidas entre las 10 poblaciones que forman la parroquia.
El lugar de San Emiliano se halla a 320 metros de altitud en la vertiente oeste del pico Valongo. Dista unos 37 km de Pola de Allande y en él habitan 20 personas.
Fue declarado conjunto histórico artístico y pintoresco en 3 de mayo de 1971.

## Poblaciones
Según el nomenclátor de 2023, la parroquia comprende las poblaciones de:
- Beveraso (casería)
- Bojo (Boxo, aldea)
- Buslavín (Busllavín, casería)
- Ema (casería)
- Fresnedo de San Emiliano (Freisnedo, casería)
- Murias (aldea)
- La Quintana (A Quintá, casería)
- San Emiliano (Santo Miyao, lugar)
- Vallinas (Vallías, casería)
- Villadecabo (Villardecabo, casería)

## Enlaces
- Visita virtual en gusuguito.com (enlace roto disponible en Internet Archive; véase el historial, la primera versión y la última).